# Frances Cress Welsing
Frances Luella Welsing (sobrenome de solteira Cress; 18 de março de 1935 – 2 de janeiro de 2016) foi uma psiquiatra afrocentrista norte-americana. Seu ensaio de 1970, The Cress Theory of Color-Confrontation and Racism (White Supremacy), ofereceu sua interpretação das origens do que ela descreveu como cultura da supremacia branca.
Ela foi a autora de The Isis Papers: The Key to the Colors (1991). Welsing causou polêmica após dizer que a homossexualidade entre os afro-americanos era uma manobra dos homens brancos para diminuir a população negra.

## Primeiros anos
Welsing nasceu Frances Luella Cress em Chicago no dia 18 de março de 1935. Seu pai, Dr. Henry N. Cress, era médico e sua mãe, Ida Mae Griffen, era professora. Em 1957, ela recebeu o título de bacharel em ciência na Antioch College e em 1962 recebeu o título de doutora em medicina pela Howard University. Nos anos 1960, Welsing se mudou para Washington, DC e trabalhou em vários hospitais, especialmente hospitais infantis. Enquanto Welsing era professora assistente na Howard University ela formulou seu primeiro trabalho em 1969, The Cress Theory of Color-Confrontation e publicou por conta própria em 1970. O artigo apareceu posteriormente na edição de maio de 1974 de The Black Scholar. Essa foi a introdução de seus pensamentos que seriam desenvolvidos em The Isis Papers, uma coletânea de ensaios sobre relações raciais locais e globais.

## Carreira
Em 1992 Welsing publicou The Isis Papers: The Key to the Colors. O livro é uma compilação de artigos que ela escrevera ao longo de dezoito anos.
O nome The Isis Papers foi inspirado em uma antiga deusa egípcia. Isis era irmã/esposa do deus mais importante, Osiris. De acordo com Welsing, todos os nomes dos deuses tinham importância; porém, Osiris significa "Senhor do Negro Perfeito". Welsing especificamente escolheu o nome Isis por sua admiração da "verdade e justiça" que permitia a justiça ser mais forte do que o ouro e a prata.
Neste livro ela fala sobre o genocídio global das pessoas de cor, junto com os problemas que os negros nos Estados Unidos enfrentam. De acordo com Welsing, o genocídio das pessoas de cor é causado pela incapacidade dos brancos de produzir melanina. O status de minoria dos brancos no mundo causou o que ela chama de sobrevivência genética branca.
Ela acreditava que a injustiça causada pelo racismo acabaria quando os "não-brancos mundialmente reconhecerem, analisarem, entenderem e discutirem abertamente a dinâmica genocida". Ela também abordou questões como o uso de drogas, assassinatos, gravidez na adolescência, mortalidade infantil, encarceramento e desemprego na comunidade negra. De acordo com Welsing, a causa desses problemas é a sua definição de racismo (supremacia branca). Os homens negros estão no centro da discussão de Welsing porque, de acordo com ela, eles "têm o maior potencial para causar a aniquilação genética dos brancos."

## Opiniões
Em The Isis Papers, ela descreveu os brancos como os descendentes geneticamente defeituosos de mutantes albinos. Ela escreveu que devido a essa mutação "defeituosa", eles podem ter sido expulsos à força da África, entre outras possibilidades. O racismo, na opinião de Welsing, é uma conspiração para "garantir a sobrevivência genética dos brancos". Ela atribuiu a AIDS e o vício em crack e outras substâncias à "guerra química e biológica" declarada pelos brancos.
Welsing criou uma definição de racismo, que é a sua teoria do genocídio não-branco global. Ela se refere ao racismo e a supremacia branca sinonimamente. Sua definição é "Racismo (supremacia branca) é a dinâmica do sistema de poder local e global, estruturada e mantida por aqueles que se classificam como brancos; seja consciente ou subconscientemente determinada, que consiste em padrões de percepção, lógica, formação de símbolos, pensamentos, fala, ação e resposta emocional, conduzidos simultaneamente em todas as áreas de atividade humana: economia, educação, entretenimento, trabalho, direito, política, religião, sexo e guerra; para o propósito final de sobrevivência genética branca e para evitar a aniquilação genética dos brancos no planeta Terra, um planeta onde a vasta e esmagadora maioria das pessoas é classificada como não-branca (significando pessoas negras, pardas, vermelhas e amarelas) por pessoas de pele branca, e todas as pessoas não-brancas são geneticamente dominantes em termos de coloração de pele em relação as geneticamente recessivas pessoas brancas". Welsing era contra a supremacia branca e a emasculação do homem negro.
O grupo Public Enemy era fortemente influenciado pela teoria da cor de Welsing e por seu prisma sobre a guerra genética. Muito do álbum Fear of a Black Planet é liricamente e conceitualmente baseado na pesquisa de Welsing. Sobre seu falecimento, Chuck D publicou em sua conta no twitter "Descanse em paz velha Dr. Frances Cress Welsing.. a inspiração por trás de Fear of a Black Planet." Professor Griff também tem elogiado repetidamente seu trabalho e mostrou respeito a sua influente pesquisa, especialmente em relação ao profundo efeito que ela teve em suas letras e música.

## Críticas
Welsing alegou que a emasculação do homem negro prevê a procriação de pessoas negras. De acordo com Welsing, esse é um dos objetivos do racismo (supremacia branca). Ela chama essa efeminação de uma forma de opressão. Uma extensão da feminização de homens negros é também descrita por Welsing como bissexualidade ou homossexualidade.

## Publicações
- The Isis Papers: The Keys to the Colors, Chicago: Third World Press, c 1992 (3a. impressão); ISBN 978-0-88378-103-6, ISBN 978-0-88378-104-3.

## Morte
Do dia 30 de dezembro de 2015, Welsing sofreu dois AVC's e foi colocada sob cuidados intensivos em um hospital da região de Washington DC. Ela faleceu no dia 2 de janeiro de 2016 aos 80 anos.